# Liste der Municipios in Baja California Sur

Lage der Municipios des Bundesstaates Baja California Sur

Der mexikanische Bundesstaat Baja California Sur ist in fünf Verwaltungsbezirke (Municipios) unterteilt. Diese Verwaltungsbezirke werden aus 2543 Ortschaften (span. Localidades) (darunter 16 urbanen = städtisch) gebildet. Dazu zählen neben ländlichen Gemeinden (Pueblos) auch Farmen (Ranchos, Haziendas) und andere alleinstehende Gebäude (Mühlen, Poststationen, Tankstellen usw.).

Lage des Bundesstaates Baja California Sur in Mexiko

## Verwaltungsübersicht der Municipios
| Schlüssel (Clave)      | Municipio              | Verwaltungssitz (Cabecera Municipal) | Fläche [km²] | Einwohnerzahl | Einwohnerzahl | Einwohnerzahl | Bevölkerungs- dichte [Ew. pro km²] | Anzahl der Orte (Localidades) |
| Schlüssel (Clave)      | Municipio              | Verwaltungssitz (Cabecera Municipal) | Fläche [km²] | 2000          | 2010          | 2020          | Bevölkerungs- dichte [Ew. pro km²] | Anzahl der Orte (Localidades) |
| 001                    | Comondú                | Ciudad Constitución                  | 18.318,59    | 63.864        | 70.816        | 73.021        | 4,0                                | 589                           |
| 002                    | Mulegé                 | Santa Rosalía                        | 32.009,86    | 45.989        | 59.114        | 64.022        | 2,o                                | 381                           |
| 003                    | La Paz                 | La Paz                               | 15.413,74    | 196.907       | 251.871       | 292.241       | 19,0                               | 1.018                         |
| 008                    | Los Cabos              | San José del Cabo                    | 3.751,55     | 105.469       | 238.487       | 351.111       | 93,7                               | 428                           |
| 009                    | Loreto                 | Loreto                               | 4.415,63     | 11.812        | 16.738        | 18.052        | 4,1                                | 127                           |
| 03 Baja California Sur | 03 Baja California Sur | La Paz                               | 73.909,37    | 424.041       | 512.170       | 798.447       | 10,8                               | 2.543                         |